# Deutsches Eck

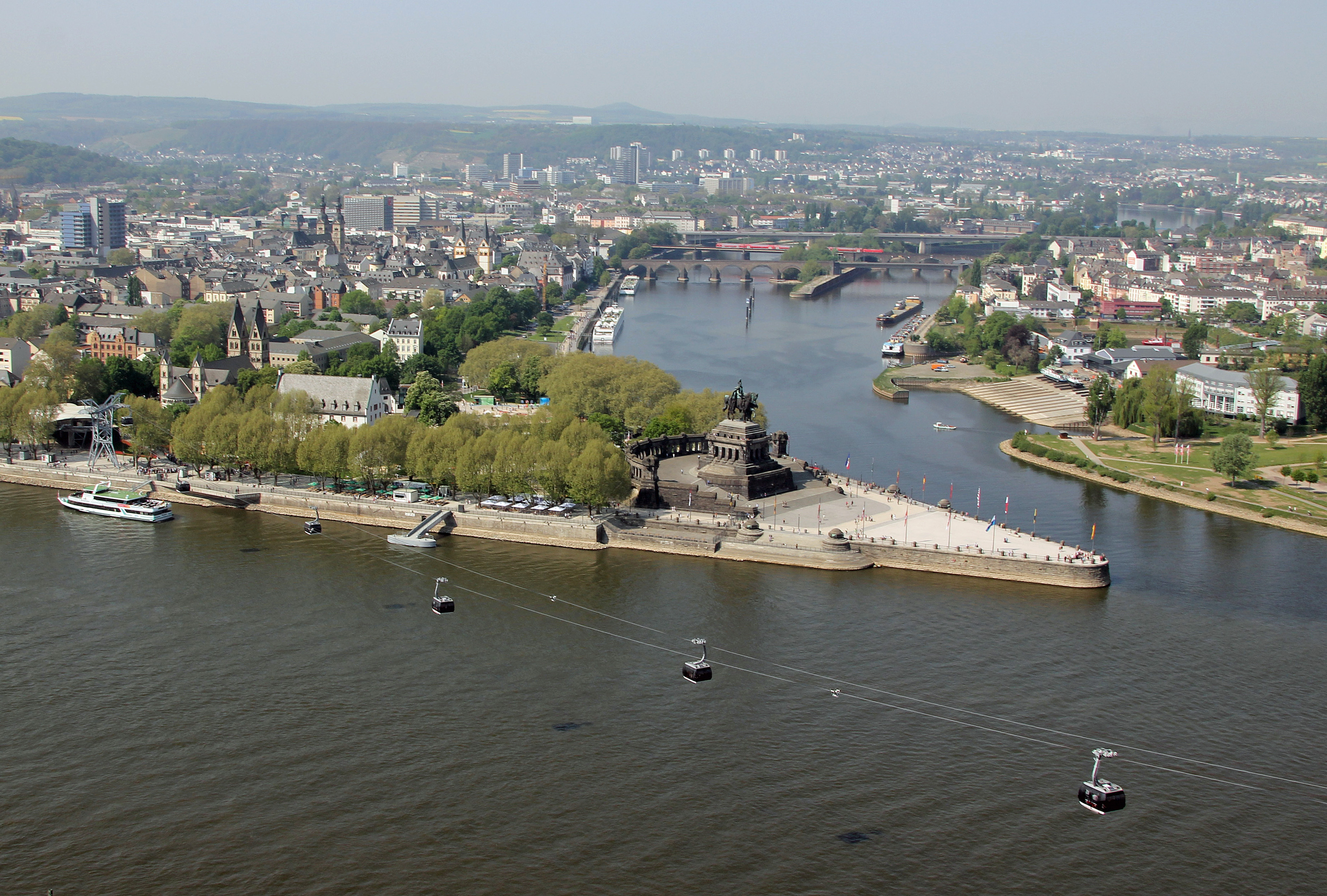
Deutsches Eck

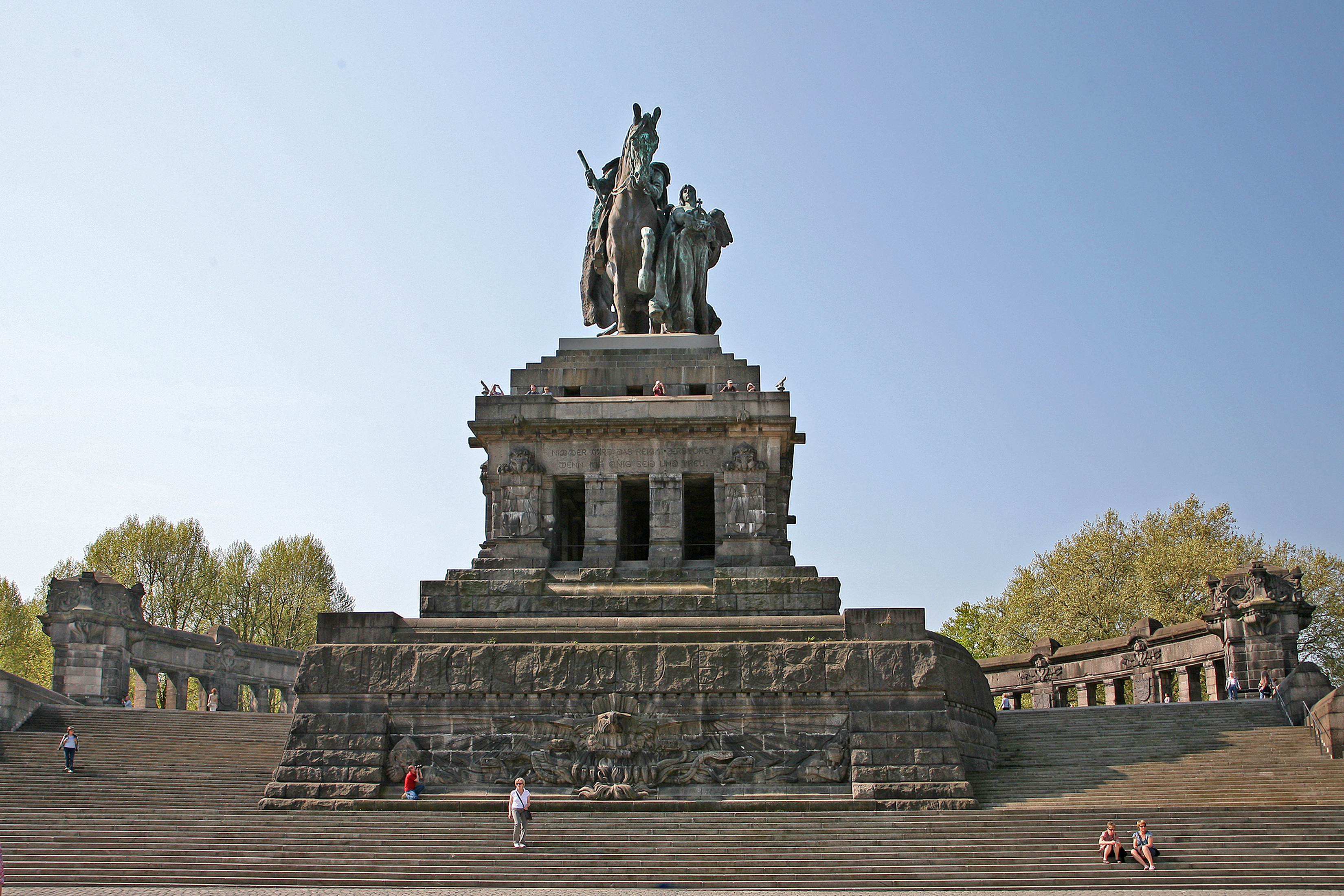
Frontaanzicht van het monument

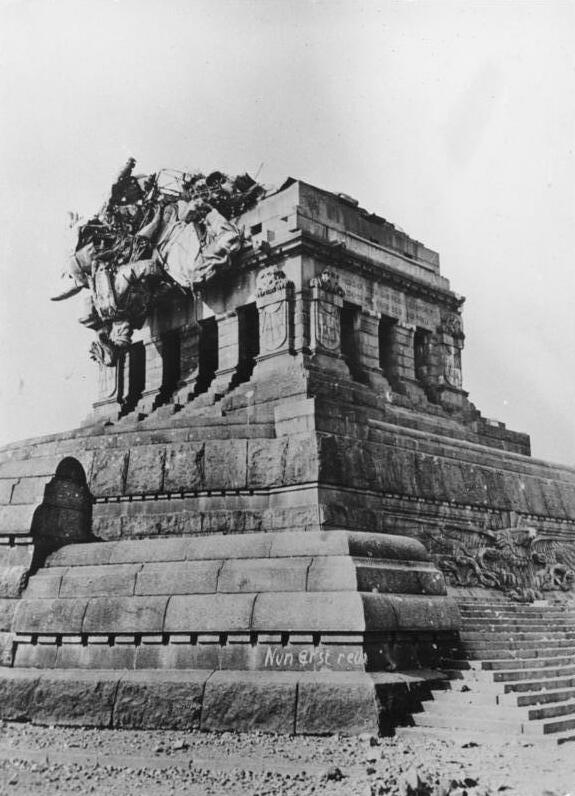
Het verwoeste standbeeld in maart 1945.

Deutsches Eck, in oude teksten ook wel Deutscher Ordt, Nederlandse vertaling Duitse hoek, is een gedenkteken in de Duitse stad Koblenz. De kunstmatige landtong markeert de monding van de Moezel in de Rijn. Op Deutsches Eck staat een nationaal monument voor de Duitse eenheid. Deutsches Eck maakt deel uit van het werelderfgoed Cultuurlandschap Oberes Mittelrheintal.

## Monument
De landtong heeft een spitse vorm, om zo plaats te kunnen bieden aan het nationale monument dat er in 1897 werd neergezet. Het monument was oorspronkelijk bedoeld om de Duitse eenwording in 1871 te herdenken en bestaat uit een ruiterstandbeeld van keizer Willem I op een hoge sokkel. Lange tijd ontbrak het ruiterstandbeeld, dat in de Tweede Wereldoorlog door artillerievuur werd verwoest.
Na de oorlog wilden de geallieerden ook de sokkel afbreken, maar wegens geldgebrek is dit niet gebeurd en bleef de sokkel overeind. In 1953 werd het monument voorzien van de wapens van alle deelstaten van Duitsland, inclusief de voormalige gebieden van het Duitse Rijk in het oosten, en door president Theodor Heuss ingewijd als monument voor de Duitse eenheid. Boven op de sokkel stond een vlaggenmast met de vlag van Duitsland.
In 1987 ontstond er een burgerinitiatief om het verdwenen ruiterstandbeeld te reconstrueren en terug te plaatsen. In het toen nog gedeelde Duitsland wilde de regering van de deelstaat Rijnland-Palts geen olie op het vuur gooien en ging dwarsliggen. Na de hereniging van beide Duitslanden verloor het monument zijn politieke lading en werd een volledige reconstructie mogelijk. De deelstaatsregering schonk het terrein aan de stad Koblenz (die altijd voorstander geweest was) en in 1993 werd een nieuw ruiterstandbeeld geplaatst, een creatie van de uit Düsseldorf afkomstige beeldend kunstenaar Raimund Kittl.

## Deutsches Eck tegenwoordig
Het monument heeft vooral aantrekkingskracht op toeristen. Deutsches Eck is uitgegroeid tot het symbool van de stad Koblenz. De locatie wordt gebruikt voor grote evenementen.